# مال‌لیجا (بیات)
مال‌لیجا (به ترکی استانبولی: Mallıca) یک منطقهٔ مسکونی در ترکیه است که در بیات (افیون قره‌حصار) واقع شده‌است.